# Julia McKenzie
Julia McKenzie (Enfield Town, 1941. február 17. –) brit színésznő, énekesnő, műsorvezető és színházi rendező.

## Élete és pályafutása
Kathleen Rowe és Albion McKenzie gyermekeként született Enfieldben, Angliában. 

## Magánélete
1971-ben férjhez ment Jerry Harte (1931–2018) amerikai színész-rendezőhöz. Férje 2018-ba hunyt el.

## Filmográfia

### Film
| Év   | Magyar cím            | Eredeti cím                   | Szerep                | Magyar hang   |
| ---- | --------------------- | ----------------------------- | --------------------- | ------------- |
| 1975 |                       | Dick Deadeye, or Duty Done    | Rose Maybud           |               |
| 1980 |                       | The Wildcats of St. Trinian's | Miss Dolly Dormancott |               |
| 1986 | Hotel du Lac          | Hotel du Lac                  | Jennifer Pusey        | Málnai Zsuzsa |
| 1989 | Shirley Valentine     | Shirley Valentine             | Gillian               | Halász Aranka |
| 1996 | Óvakodj a sütitől!    | Vol-au-vent                   | Audrey                |               |
| 2003 | Fiatalság, bolondság  | Bright Young Things           | Lottie Crump          |               |
| 2006 | Drámai pillanatok     | These Foolish Things          | Miss Abernethy        |               |
| 2006 | Egy botrány részletei | Notes on a Scandal            | Marjorie              | Várnagy Kati  |
| 2022 | Halleluja             | Allelujah                     | A beteg               |               |

### Televízió
| Év        | Magyar cím                    | Eredeti cím                            | Szerep              | Megjegyzések                                             |
| --------- | ----------------------------- | -------------------------------------- | ------------------- | -------------------------------------------------------- |
| 1976–1979 |                               | Maggie and Her                         | Poppy / Maggie      | 14 epizód                                                |
| 1984–1986 |                               | Fresh Fields                           | Hester Fields       | 27 epizód                                                |
| 1985      | Kedves hirdető                | Dear Box Number                        | Betty               | - tévéfilm - magyar hangja: - Hámori Ildikó              |
| 1989–1991 |                               | French Fields                          | Hester Fields       | 19 epizód                                                |
| 1995      | A régiségbolt                 | The Old Curiosity Shop                 | Mrs. Jarley         | tévéfilm                                                 |
| 2001      | Az égig érő paszuly legendája | Jack and the Beanstalk: The Real Story | Babszem Jankó anyja | minisorozat (2 epizód)                                   |
| 2006      | Kisvárosi gyilkosságok        | Midsomer Murders                       | Ruby Wilmott        | 1 epizód                                                 |
| 2007–2009 |                               | Cranford                               | Mrs. Forrester      | 7 epizód                                                 |
| 2008–2013 | Agatha Christie: Marple       | Agatha Christie’s Marple               | Miss Marple         | - 11 epizód - magyar hangja: - Földi Teri - Kassai Ilona |
| 2012      | Edwin Drood rejtélye          | The Mystery of Edwin Drood             | Mrs. Crisparkle     | minisorozat (2 epizód)                                   |
| 2013      |                               | Gangsta Granny                         | nagyi               | tévéfilm                                                 |
| 2015      | Átmeneti üresedés             | The Casual Vacancy                     | Shirley Mollison    | minisorozat (3 epizód)                                   |

## Fordítás
- Ez a szócikk részben vagy egészben a Julia McKenzie című német Wikipédia-szócikk ezen változatának fordításán alapul.  Az eredeti cikk szerkesztőit annak laptörténete sorolja fel. Ez a jelzés csupán a megfogalmazás eredetét és a szerzői jogokat jelzi, nem szolgál a cikkben szereplő információk forrásmegjelöléseként.
- Ez a szócikk részben vagy egészben a Julia McKenzie című angol Wikipédia-szócikk ezen változatának fordításán alapul.  Az eredeti cikk szerkesztőit annak laptörténete sorolja fel. Ez a jelzés csupán a megfogalmazás eredetét és a szerzői jogokat jelzi, nem szolgál a cikkben szereplő információk forrásmegjelöléseként.